# منتخب جنوب السودان لكرة السلة
منتخب جنوب السودان الوطني لكرة السلة (بالإنجليزية: South Sudan national basketball team)‏ هو ممثل جنوب السودان الرسمي في المنافسات الدولية في كرة السلة. تأسس في 2011.